# Visoka smreka
Visoka smreka (obična smreka, lat. Picea abies) je crnogorična vrsta drveća iz porodice Pinaceae.

## Rasprostranjenost
Raste u Sjevernoj Europi te planinskim predjelima Srednje i Južne Europe. Uzgaja se i izvan prirodnih staništa, jer raste brzo, daje kvalitetno drvo te za dobivanje božićnih drvaca. U Hrvatskoj je autohtona vrsta. 

## Izgled
Smreka je do 50 m visoko i 2 m debelo drvo. Deblo joj je vitko i ravno, punodrvno, promjera do 1 m. Grane su jače otklonjene, donje su prema dolje savinute. 
Krošnja je kupasta i široka ili stubasta. Grane su pršljenasto raspoređene i većinom sabljasto zakrivljene.
Kora je tanka, na mladim stablima glatka, sivozelena, a na starim stablima mrkocrvena. Raspucava se u obliku okruglastih ljusaka.
Pupovi su jajasto zaoštreni, mrke boje, bez smole.
Korijenov sustav je plitak, tanjurast, površinski, bez središnjeg korijena, ali s brojnim bočnim korijenima, zbog čega pati od vjetroizvala. Ne korijenu je razvijena ektotrofna mikoriza.
Iglice (četine) su ravnomjerno sporalno raspoređene, rombičkog poprečnog presjeka, s prugama puči na sve strane. Pri vrhu su ušiljene, duge oko 25 mm, a široke oko 1 mm. Rastu na izbočenim lisnim ožiljcima (jastučićima). Samo su odozdo raščešljane.
Muški su cvatovi u obliku sitnih češera, dugi oko 2 cm, a ženski do 5 cm dugi, usmjereni prema gore. I jedni i drugi su grimizno crveni. 
Češeri su viseći. Prije sazrijevanja su pretežno zeleni (chlorocarpa) ili crveni (erythrocarpa). U stadiju zrenja su smeđe, do 18 cm duge i 4 cm u promjeru. Nakon sazrijevanja i ispadanja sjemena, češeri otpadaju. Plodne su ljuske rombične, tj. gore sužene i prikraćene. 
Sjeme klija s 5 – 10 supki, koje su trokutasta presjeka. Dugo je 4-5 mm. Postoji velik broj oblika, koji rastu samonikli u šumama ili se uzgajaju u nasadima. 
Grančice su tanke do 50 cm dugačke i vise.

## Ekološki zahtjevi
Smreka je vrsta polusjene, koja ne podnosi zasjenu drveća gustih krošanja. Vrh njene krošnje mora biti osvijetljen makar podnevnim zrakama sunca. Postranu zasjenu dobro podnosi. Dobro podnosi mraz. Na sjevernom Velebitu u prašumi Štirovači, uspijeva u tipičnom mrazištu. Razlikuju se dva njena ekotipa (fiziološke rase) s obzirom na otpornost prema mrazu: rana ili gorska smreka i kasna ili nizinska smreka. Za pošumljavanje mrazišta treba koristiti kasnu smreku. Smreki pogoduju zimske hladnoće kontinentalne i planinske klime. Izbjegava područja s blagim zimama, odnosno krajeve s oceanskom klimom. Vrlo je otporna na zimske studeni. Voli područja s puno oborina od kojih značajan dio otpada na snijeg. Ne voli nisku relativnu vlagu zraka. Vrlo je osjetljiva na ljetne suše, kada smanjuje prirast. Međutim, jedna je od najprilagodljivijih vrsta i lako se uzgaja i izvan granica prirodnog rasprostiranja. Prema tlu nema velikih zahtjeva. 
Najbolje uspijeva u svježim i dubokim tlima, na ilovastim, pješčanim i rahlim zemljištima gorskog i subalspinskog pojasa. Raste i na podzolima. U suhim i ekstremno vlažnim uspijeva znatno slabije. Iziskuje hladniju i vlažniju klimu. Zastupljena je u čistim ili miješanim acidofilnim šumama. javlja se u brojnim zajednicama sveze Piceion excelsae Pawl.
Razvija tipičan korijenski sustav s ponirućim korijenjem, koje prodire i preko 2 m u dubinu. 
U 1 kg sjemena ima oko 180 000 sjemenaka. Stabla na osami rađaju sjemenom između 30. do 50 g., a u sastojini između 60. i 70. g. U nižim položajima rađa obilno sjemenom svake 3. do 4. g., a u višim svake 7. do 12. g.
U prvim godinama života raste polagano, a iza 5. do 10. g. brže. U najboljim sastojinama njen visinski prirast iznosi i preko 0,5 m godišnje. 
Dosta je osjetljiva na štetnike i bolesti, ako raste sama. Ako je njen udio u sastojini manji od 60 % tada je opasnost znatno manja. Preporučuje se saditi s domaćim listačama, crvenim hrastom te četinjačama. Vrlo je pogodna vrsta za dobivanje biomase.

## Božićno drvce
Smreka je najčešće božićno drvce. Osim nje, u puno manjem postotku ukrašavaju se i jela, plava smreka, kavkaska jela i omorika. Pogrešno se u narodu, božićno drvce naziva bor.

## Vanjske poveznice

### Ostali projekti
|  | Zajednički poslužitelj ima stranicu o temi Smreka |
|  | Wikivrste imaju podatke o taksonu Picea abies     |